# Carex trisperma
Carex trisperma — багаторічна трав'яниста рослина родини осокові (Cyperaceae), поширена в північній частині Північної Америки.

## Опис
Рослини утворюють вільні широкі пучки; кореневища стрункі, довгі. Стебла прогнуті слабкі, 20–70 см. Листя: піхви блідо-коричневі на нижній поверхні; пластини зелені, плоскі або канальні, 5–20 см × 0.25–2 мм. Суцвіття прогнуті 5–10 см × 3–4 мм; проксимальні приквітки щетиноподібні, 3–10 см, перевищують суцвіття. Колосків 1–3, 2–4 см один від одного, яйцюваті, 4–6 × 3–4 мм. Маточкові лусочки білуваті з зеленим, 3-жильним, центром, яйцеподібні, з гострими верхівками. Плоди коричневі, еліптично-довгасті, 1.75–2 × 1.25(1.5) мм, глянсові. 2n= 60.

## Поширення
Північна Америка: Сен-П'єр і Мікелон, Ґренландія, Канада, США. Населяє болота, особливо сфагнові, вологі ліси, низовини; 0–1300 м.